# معركة أراوسيو
حدثت تلك المعركة في يوم 6 أكتوبر عام 105 قبل الميلاد بين الجيش الروماني بقيادة كنايوس ماليوس ماكسيموس وقبائل كيمبريون الجيرمانية، وتكبد فيها الجيش الروماني خسائر بالغة حيث بلغ القتلي 80.000 قتيل
1. ↑  "27.7" (بالإنجليزية).